# Луначарское (Тверская область)
Луначарское — деревня в Максатихинском районе Тверской области, входит в состав Малышевского сельского поселения. 

## География
Деревня расположена в 4 км на юго-восток от центра поселения посёлка Малышево и в 18 км на запад от районного центра посёлка Максатиха. 

## История
В 1856 году в селе Ворожебском была построена каменная Тихвинская церковь с 3 престолами, в 1858 году построена деревянная церковь в честь Святой Великомученицы Екатерины, метрические книги с 1802 года.
В конце XIX — начале XX века село Ворожебское входило в состав Раевской волости Вышневолоцкого уезда Тверской губернии.
С 1929 года деревня являлась центром Ворожебского сельсовета Максатихинского района Бежецкого округа Московской области, с 1935 года — в составе Калининской области, с 1954 года — в составе Засецкого сельсовета, с 2005 года — в составе Малышевского сельского поселения.

## Население
| 1859 | 2002 | 2010 |
| ---- | ---- | ---- |
| 85   | ↘11  | ↘7   |

## Достопримечательности
В деревне расположены руины церкви Тихвинской иконы Божией Матери (1856).